# Dorcadion pseudarcivagum
Dorcadion pseudarcivagum är en skalbaggsart som beskrevs av Stefan von Breuning 1943. Dorcadion pseudarcivagum ingår i släktet Dorcadion och familjen långhorningar. Inga underarter finns listade i Catalogue of Life.